# Caligo marsus
Caligo marsus är en fjärilsart som beskrevs av Hans Ferdinand Emil Julius Stichel 1904. Caligo marsus ingår i släktet Caligo och familjen praktfjärilar. Inga underarter finns listade i Catalogue of Life.